# 中脘穴
中脘穴（ちゅうかんけつ）は、任脈に所属する12番目の経穴である。足の陽明胃経の募穴、腑会である。武道・武術では上脘穴という。

## 部位
神闕穴の上4寸にある。

## 筋肉・神経・血管
知覚神経は肋間神経前皮枝、動脈は肋間動脈、上腹壁動脈が通る

## 名前の由来
中は胃の中央、脘は胃腑すなわち体内の空洞（胃）を意味することから名づけられた。

## 効能
一切の胃疾患、胃脘痛、腹脹、嘔吐、しゃっくり、一定時間立つと吐く、呑酸、食欲不振、消化不良、小児の消化不良、膨張、黄疸、腸鳴、泄痢、便秘、血便、脇下堅痛、虚労吐血、哮喘、頭痛、不眠、驚きやすく動悸がある、下腹部から心窩部へ気が突き上げる、ヒステリーの一種で腹腔に何か激しく動くものが感じられる、うつ病で精神錯乱、てんかん、仮死状態、小児のひきつけなどに効果がある。